# Johannes IV. (Patriarch)
Johannes IV., auch bekannt als Johannes Nesteutes oder Johannes der Faster (altgriechisch Ιωάννης Δ΄ Νηστευτής; † 2. September 595) war der 33. Patriarch von Konstantinopel (11. April 582 bis 595). Er war der Erste, der den Titel Ökumenischer Patriarch führte. Er wird von den Ostkirchen als Heiliger verehrt; sein Fest fällt auf den Tag seines Todes, den 2. September.
Johannes, bekannt als Nesteutes, Jejunator oder manchmal auch Cappadox, wurde in eine Handwerkerfamilie in Konstantinopel hineingeboren. Das Datum seiner Geburt ist unbekannt. Johannes war nicht gebildet, bekam aber wegen seines asketischen Lebenswandels den Beinamen „der Faster“ (gr. Nesteutes). Vor seiner kirchlichen Laufbahn arbeitete er als Bildhauer. Er wurde Diakon an der Hagia Sophia unter Patriarch Johannes III. Scholastikos. Später wurde er zum Sakellarios (Patriarchaler Vikar der Klöster) ernannt. Unter Patriarch Eutychios, der nach dem Tode Johannes III. wiedereingesetzt wurde, erlangte Johannes die Achtung des Klerus in Konstantinopel. Nach dem Tod von Eutychios wurde Johannes von Kaiser Tiberius II. am 11. April 582 zum Patriarchen ernannt. Fünf Jahre später, im Jahr 587 oder 588, berief er die Bischöfe der östlichen Reichshälfte „im Namen des Ökumenischen Patriarchen“ zu einem Konzil ein, um über den Fall von Gregorius, Patriarch von Antiochien, zu entscheiden. Dieser wurde freigesprochen und wiedereingesetzt. Papst Gregor I., der zuvor, als er noch päpstlicher Apokrisiar in Konstantinopel war, mit Johannes ein gutes Verhältnis hatte und ihn für seinen tugendhaften Lebenswandel schätzte, lehnte jedoch den Gebrauch des neuen Titels als anmaßend ab. Dabei verwendete Gregor dem Patriarchen gegenüber dieselben Argumente, die später von den Orthodoxen gegen das päpstliche Primat angeführt wurde. Der Brief Gregors an Johannes ist ein wichtiger Beleg dafür, dass die Päpste zu jener Zeit in ihrem Selbstverständnis keinen Anspruch auf einen Jurisdiktionsprimat erhoben. 

## Die Kanones und das Kanonikon von Johannes dem Faster
Während man Johannes im Westen mit Argwohn begegnete, nimmt er in den Ostkirchen einen wichtigen Platz unter den Vätern der Kirche ein. Von besonderer Bedeutung sind die ihm zugeschriebenen Kanones, die Bestandteil des griechischen und des slawischen Kirchenrechts sind. Der Byzantinist Hans-Georg Beck hat eine Textanalyse der Kanones sowie des an die Kanones angehängten Kanonikons vorgenommen und kam dabei zu dem Schluss, dass die Kanones selbst teils auf einen Schüler Basilius’ des Großen, teils auf Johannes Chrysostomos zurückgehen, während das Kanonikon sehr wahrscheinlich aus dem 10. Jahrhundert stammt. Die Kanones regeln die Buße, die Beichtväter für bestimmte Sünden auferlegen sollten. Zusammen mit seinem Kanonikon bilden die Kanones von Johannes IV. die wohl detaillierteste Quelle bezüglich der Beurteilung sexueller Handlungen, insbesondere auch gleichgeschlechtlicher Handlungen. Die Kanones verurteilen den Analverkehr (arsenokoitia) als perfekte Sünde (genauso wie den Ehebruch und den vorehelichen Geschlechtsverkehr). Dabei ist bemerkenswert, dass die Kanones den Analverkehr nicht nur als Sünde zwischen Männern sieht, sondern diese Sünde mit einer besonders harter Buße belegt wird, wenn sie zwischen Mann und Frau, bzw. Eheleuten stattfindet (acht Jahre Ausschluss von der Kommunion im Vergleich zu nur vier für unverheiratete Männer). Die gegenseitige Masturbation unter Männern, Frauen und zwischen Mann und Frau wurde von den Kanones jedoch als gleichrangig angesehen und vergleichsweise milde geahndet (achtzig Tage Ausschluss von der Kommunion). Die Kanones sind u. a. ein Zeugnis dafür, dass a) sexuelle Sünden nuanciert betrachtet wurden und b) dass der Aspekt der Gleichgeschlechtlichkeit bei sexuellen Handlungen nicht als aggravierend angesehen wurde, sondern das Gegenteil der Fall war.